# 拉里坦 (新泽西州)
拉里坦（英語：Raritan）是美国新泽西州萨默塞特县的一个城镇，在2010年美國人口普查中的人口为6,881人。